# Nic Harris
Nic Harris (Alexandria, 6 ottobre 1986) è un ex giocatore di football americano e attore statunitense, che ha giocato come linebacker.
Dopo aver giocato per la squadra universitaria degli Oklahoma Sooners viene selezionato dai Buffalo Bills al quinto giro del Draft NFL 2009 con la scelta numero 147. La stagione successiva viene svincolato dai Bills a fine luglio e si trasferisce ai Carolina Panthers. Al termine della stagione 2010 diventa free agent, fino al 2014 quando firma con i brasiliani Vila Velha Tritões; nel 2015 passa agli italiani Dolphins Ancona, per terminare poi la carriera nel 2017 al Sada Cruzeiro.

## Dopo la carriera sportiva
Dopo il ritiro dai campi Harris inizia una carriera da attore, recitando soprattutto in spot pubblicitari e interpretando il ruolo di Ray Lewis in Non mollare mai, film dedicato alla storia di Kurt Warner

## Palmarès
- 1 Brasil Bowl (Sada Cruzeiro, 2017)
- 1 Copa Minas (Sada Cruzeiro, 2017)

## Filmografia
- Non mollare mai (American Underdog), regia di Andrew e Jon Erwin (2021)